# Баринов Микола Іванович
Микола Іванович Ба́ринов (нар. 1843 — пом. ?) — російський скульптор XIX століття.

## Біографія
Народився у 1843 році. Впродовж 1860—1869 років навчався в Петербурзькій академії мистецтв, почесний вільний общник її з 1870 року.

## Роботи
- Автор і виконавець надгробка генералів Миколи і Степана Леонових, похованих в Києві на Дальніх печерах Києво-Печерської лаври (кінець XIX століття);
- У 1887—1889 роках брав участь у створенні пам'ятника Олександру II в Одесі. Розробив проект за ескізом архітектора Олександра Бруні та виконав основні роботи в граніті й бронзі;
- У 1894—1895 роках за проектом Миколи Ніконова спорудив пам'ятник на Братській могилі російських вояків, загиблих у 1709 році під Полтавою.